# كريستيان هيغويتا
كريستيان هيغويتا (بالإسبانية: Cristian Higuita)‏ هو لاعب كرة قدم كولومبي في مركز الوسط، ولد في 12 يناير 1994 في مدينة كالي في كولومبيا. شارك مع منتخب كولومبيا تحت 23 سنة لكرة القدم ومنتخب كولومبيا تحت 20 سنة لكرة القدم. أما مع النوادي، فقد لعب مع أورلاندو سيتي وديبورتيفو كالي.

## وصلات خارجية
- كريستيان هيغويتا على موقع الدوري الأمريكي (الإنجليزية)
- كريستيان هيغويتا على موقع إي إس بي إن إف سي (الإنجليزية)
- كريستيان هيغويتا على موقع قاعدة بيانات كرة القدم.إي يو (الإنجليزية)
- كريستيان هيغويتا على موقع Soccerway.com (الإنجليزية)
- كريستيان هيغويتا على موقع عالم كرة القدم.نت (الإنجليزية)
- كريستيان هيغويتا على موقع AS.com (الإسبانية)